# Microsoft System Center
System Center — пакет продуктов, предназначенных для мониторинга и управления корпоративной IT-средой, а также для создания, управления и мониторинга приватными и гибридными облачными сервисами и интеграции корпоративной инфраструктуры и облачных сервисов Windows Azure.
В состав пакета входят 8 отдельных продуктов. Несмотря на это, продажи, лицензирование и издание новых версий продукта производится в составе единого пакета.

## История
- System Center 2012 - 1 апреля 2012 года
- System Center 2012 SP1 - 15 января 2013 года
- System Center 2012 R2 - 18 октября 2013 года

## Состав пакета
| Продукт                                    | Версия | Релиз | Предшественник                                |
| ------------------------------------------ | ------ | ----- | --------------------------------------------- |
| System Center 2012 Configuration Manager   | 2012   | R2    | System Center Configuration Manager 2007      |
| System Center 2012 Operation Manager       | 2012   | R2    | System Center Operations Manager 2007         |
| System Center 2012 Virtual Machine Manager | 2012   | R2    | System Center Virtual Machine Manager 2008    |
| System Center 2012 Data Protection Manager | 2012   | R2    | System Center Data Protection Manager 2010    |
| System Center 2012 Orchestrator            | 2012   | R2    | Opalis Integration Server 6.3                 |
| System Center 2012 Service Manager         | 2012   | R2    | System Center Service Manager 2010            |
| System Center 2012 Application Controller  | 2012   | R2    | System Center Virtual Machine Manager 2008 R2 |
| System Center 2012 Endpoint Protector      | 2012   | R2    | Forefront Endpoint Protector 2010             |

## Требования к программному обеспечению
Все продукты пакета System Center R2, кроме SCVMM, могут быть установлены на компьютеры с операционной системой Windows Server 2008 R2 SP1 или старше. SCVMM может быть установлен на компьютер с операционной системой Windows Server 2012 или старше.
Все продукты пакета требуют Microsoft SQL Server 2008 R2 SP2 Standard или Datacenter или старше в качестве базы данных. Developer edition пакетом не поддерживается.
Лицензия позволяет бесплатно использовать одну инсталляцию Microsoft SQL Server только для нужд продуктов семейства System Center.

## Сертификация
На сегодняшний день только SCCM 2012 имеет индивидуальную сертификацию MCTS. Сертификация по остальным продуктам пакета включена в сертификационный трек MCSE: Private cloud.